# Steppin' Out (Tony Bennett)
Steppin' Out è un album in studio del cantante statunitense Tony Bennett, pubblicato nel 1993.

## Tracce
1. Steppin' Out with My Baby (Irving Berlin) - 2:53
2. Who Cares? (George Gershwin, Ira Gershwin)  - 3:17
3. Top Hat, White Tie and Tails (Berlin)  - 2:38
4. They Can't Take That Away from Me (G. Gershwin, I. Gershwin)  - 3:36
5. Dancing in the Dark (Howard Dietz, Arthur Schwartz)  - 3:23
6. A Shine on Your Shoes (Dietz, Schwartz)  - 2:22
7. He Loves and She Loves (G. Gershwin, I. Gershwin)  - 3:30
8. They All Laughed (G. Gershwin, I. Gershwin)  - 2:14
9. I Concentrate on You (Cole Porter)  - 3:03
10. You're All The World to Me (Burton Lane, Alan Jay Lerner)  - 3:08
11. All of You (Porter)  - 3:35
12. Nice Work If You Can Get It (G. Gershwin, I. Gershwin)  - 3:51
13. It Only Happens When I Dance With You (Berlin)  - 2:11
14. Shall We Dance? (G. Gershwin, I. Gershwin)  - 1:33
15. You're Easy to Dance With/Change Partners/Cheek to Cheek (Berlin)  - 4:38
16. I Guess I'll Have to Change My Plan (Dietz, Schwartz)  - 2:46
17. That's Entertainment! (Dietz, Schwartz)  - 2:01
18. By Myself (Dietz, Schwartz)  - 2:09